# 2時ワクッ!
『2時ワクッ!』（にじわくっ!）は、関西テレビで、2004年3月29日から2005年12月23日まで、生放送されていた情報番組である。

## 概要
前番組である、『2時ドキッ!』をリニューアル・改題してスタートしたFNS西日本ブロックネット番組である。
『2時ドキッ!』時代は曜日ごとに1つのテーマで番組を進める内容だったが、リニューアル後は、番組前半が政治・経済・社会・生活問題など最新のニュースを司会者と各曜日のレギュラー達と議論する企画で、日替わり企画を挟んで、番組後半は芸能情報との番組構成となった。
金曜日は『2時ドキッ!』時代から続く、番組の全てが芸能特集の構成で放送された。また、番組Webサイトでは番組広場として電子掲示板が曜日毎に用意され、視聴者が投稿フォームから投稿出来るスペースが用意され、場合によっては番組スタッフが返信をしていた。
2005年10月13日、デーブ・スペクターが連載する東京スポーツの連載コラム等で番組打ち切りが発表 される。2005年12月23日の放送にて番組が終了。つなぎ番組を経て、4月から後続ワイド番組として『FNNスーパーニュースアンカー』が放送 される。

## 出演者

### 司会
放送終了時点
- 山本浩之（当時：関西テレビアナウンサー）
- 藤本景子（関西テレビアナウンサー）

### コメンテーター

#### メインコメンテーター（曜日の顔）
放送終了時点
- 東野幸治（月曜日）
- 清水よし子（ピンクの電話）（火曜日）[3]
- メッセンジャー黒田（水曜日）
- 浅草キッド（木曜日）
- 辻本茂雄（金曜日）

#### パネリスト
放送終了時点
- 円広志 － 月曜日、2004年3月29日 - 2005年12月19日
- 玉岡かおる － 月曜日[4]、2004年3月29日 - 2005年12月19日
- 青山繁晴（独立総合研究所 社長）[5] － 月曜日、2004年3月29日 - 2005年12月19日
- 海原やすよ・ともこ － 月曜日、2004年3月29日 - 2005年12月19日
- 森岡真一郎（サンケイスポーツ芸能担当） － 月曜日、2004年3月29日 - 2005年12月19日
- そのまんま東 － 火曜日、2004年3月30日 - 2005年12月20日
- ランディーズ － 火曜日、2004年3月30日 - 2005年12月20日
- 山本健治 － 火曜日、2004年3月30日 - 2005年12月20日
- 魚住りえ － 火曜日（隔週）[6]、2004年3月30日 - 2005年12月20日
- 島田珠代－ 火曜日（隔週）[6]、2005年3月29日 - 2005年12月20日
- 橋下徹 － 火曜日（隔週）[7]、2004年3月30日 - 2005年12月20日
- 住田裕子 － 火曜日（隔週）[7]、2004年3月30日 - 2005年12月20日
- ちはる － 水曜日、2004年3月31日 - 2005年12月21日
- シャンプーハット － 水曜日、2004年3月31日 - 2005年12月21日
- 室井佑月 － 水曜日、2004年3月31日 - 2005年12月21日
- 池坊雅史（当時：池坊短期大学 学長） － 水曜日、2004年3月31日 - 2005年12月21日
- 金村義明 － 木曜日、2004年10月8日 - 2005年12月22日
- 宮崎哲弥 － 木曜日、2004年4月1日 - 2005年12月22日
- オーケイ － 木曜日、2004年4月1日 - 2005年12月22日
- 未知やすえ － 金曜日、2004年3月29日 - 2005年12月23日
- 森ちえみ － 金曜日、2005年4月8日 - 2005年12月23日
- チュートリアル － 金曜日、2004年3月29日 - 2005年12月23日
- 前田忠明 － 金曜日、2004年3月29日 - 2005年12月23日

#### 過去のコメンテーター
- 塩川正十郎 － 月曜日、2004年3月29日 - 2004年9月27日
- 熊谷真実 － 火曜日、※元曜日の顔 2004年3月30日 - 2004年9月28日
- 仲野好重（人間塾 代表理事） － 火曜日、2004年3月30日 - 2004年9月28日
- 大平サブロー － 水曜日、2004年3月31日 - 2004年9月29日
- 江田憲司 － 金曜日、2004年4月2日 - 2004年10月1日
- 島崎和歌子 － 月曜日、2004年3月29日 - 2005年3月28日
- 松尾貴史 － 水曜日、2004年3月31日 - 2005年3月30日
- 早坂好恵 － 木曜日、2004年4月1日 - 2005年3月31日
- 岩井志麻子 － 木曜日、2004年4月1日 - 2005年3月31日

### ナレーション
- 川﨑英吏子[8]

### マスコット犬
- ワック（2004年3月29日 - 2005年3月25日）

## 主なコーナー

### 帯コーナー
放送終了時点
- 月－水曜日
  - 今日のワックワクッCheck
オープニングトークにて、放送当日の注目の的になってる出来事について司会とパネリストでトークをするコーナーである。
- 月－木曜日
  - 芸能ワックワクッ!
- 金曜日
  - 芸能ワックワクッ! The weekend
1週間分の芸能界の話題をレポーターとともに振り返るコーナーである
- エンディング（月～金）
  - 山本、藤本、メインコメンテーターが喋る。
- 次回予告（月～金）
  - 山本、藤本が喋る。または、ゲストの一発芸[9]。

### 曜日別企画

#### 月曜日
- ニュース気になるランキング！
週末にかけて起こったニュースや出来事の中で、世間では何が気になっているのか?を街頭アンケート調査を基に、その結果をランキングで発表し、解説、議論していくコーナー
- 教えやすとも!
女性の間で話題になっているもの、流行っているものをピックアップし、海原やすよ・ともこが紹介してくコーナーである。
- 夕刊ニュース[10]
夕刊の1面チェック＆出演者が気になった記事をピックアップし、パネリストの青山が早くわかりやすく伝えするコーナー。

#### 火曜日
- ガマンの限界!?怒りのボーダーライン
  - 毎回一つのシチュエーションを設定して、視聴者の体験投稿を元に“怒り”の再現VTR中に幾つか「怒り測定ポイント」登場し、そのポイントごとにスタジオの出演者が「キレるかキレないか」を自己判定し、そのポイントについて橋下、住田が法律的解説を行う。
  - また、月1で、ゲストにまつわる怒りを紹介する「怒りSP」場合がある。
- 必決!クレーム仕事人

#### 水曜日
- 黒田義塾
黒田が気になる物を1つピックアップし、それに対して独自の切り口でプレゼンをしていくコーナーである。また、このコーナーではパネリストの中に名前がない、メッセンジャーあいはらも登場する放送回もある。
- 突撃!隣の奥さま白書
世の奥様たちの実態で、お隣さんはいったいどんな日常生活を送っているかをシャンプーハットが調査するロケコーナーである。

#### 木曜日
- ニュース気になるランキング!
2005年4月に新たに始まったコーナーで、週末にかけて起こったニュースや出来事の中で、街頭アンケートを行いその結果をランキングで発表し、議論をするコーナーである。
- 金村義明の野球漫談
- （珍）ワイドショー：キッド哀楽 → 芸能プレイバック・キッド哀楽19XX
  - キッド哀楽：珍エピソードや、それにまつわる街の声を浅草キッドが紹介するVTRコーナーであった。しかし、曜日コーナーのリニューアルに伴い2005年9月に終了。
  - キッド哀楽19XX：あの日あの時、あの芸能人に何が起こったのか、激動の芸能史を浅草キッドが独断と偏見で進行し説明するコーナーである。
- 昼から生てっちゃん
政治、経済からアイドル・アニメ等のサブカルチャーまで独自の切り口で世の中の色々なこと宮崎が進行するコーナーである。

#### 金曜日
- 知ったかTV
「てれびを知ろう！」をコンセプトに、様々なテレビに関する話題を毎回 違ったテーマで取り上げるこのコーナーである。
- 有名人御用達!全国お取り寄せグルメマップ
全国の選りすぐりの「お取り寄せ」グルメを紹介するVTRコーナーである。

### 終了した帯コーナー

#### 2時ワクッ！ランキング
火曜日
街角で～た!ランキングッズ
水曜日
知らんキング
木曜日
メディアランキング
金曜日
鏡リュウジの週末占いランキング

### 終了した曜日別企画

#### 月曜日
- 教えて!塩じい
視聴者が塩川に政治、外交問題等の質問をぶつけ、塩川が回答するコーナーである。また、ロケ企画もあったのでその際は青山も同行した。塩川降板と共に: 2004年9月にコーナー終了
- お悩み研究所～いろんな悩みがおマンデー～

#### 木曜日
- 熟美女・温泉旅館マップ→美男児温泉旅館マップ
ネット局エリアの有名温泉や秘湯にロケに赴き、毎回一軒の豪華温泉旅館を特集。その設備やお風呂、料理などをゆったりとしたテンポでじっくり見せるVTRコーナーである。2004年5月迄は美熟女が担当していたが、6月からは身男児がロケを担当。9月をもってコーナー終了
- ガッチリ笑かしまshow!

### エンディング（月～金）
庭のセットで、山本、藤本、メインコメンテーターが喋る。マスコット犬ワックが出演。

### 次回予告（月～金）
庭のセットで、藤本がマスコット犬ワックとじゃれあう。

## スタッフ
- 構成 
  - 月曜日：藤田智信、さいとうわに、小森直樹
  - 火曜日：伊東桂子、武輪真人、中村志保
  - 水曜日：根宜利彰、藤田智信、桝野幸宏、野口勉、今澤圭輔
  - 木曜日：本多正識、山下由香里、吉村まさひろ
  - 金曜日：北村誠人、尻谷よしひろ、野口勉、
- ブレーン
  - 月曜日：矢野宏、弘中麻由、小松かな、北村誠人、中村志保、純子ポッキー
  - 火曜日：北村誠人、北村りん、中井誠、進藤康司、中川進一
  - 水曜日：藤田雄一、永岑広憲
  - 木曜日：中村達也、中井誠、山口真弓、中村志保、野口勉
  - 金曜日：弘中麻由
- 技術：片山勝、藤澤一二、日浅宏一、有本龍介
- 照明：金子宗央
- 編集：中嶋真
- 音効：萩原隆之、森道子、中嶋泰成、三浦智子
- 美術：古江薫
- セットデザイン：萩原英伸
- 美術進行：建部英毅
- タイトル
  - 月曜日：河合立史
  - 火曜日：
  - 水曜日：川角諭志
  - 木曜日：兵頭和也
  - 金曜日：広田真吾
- CG：MIX CORE
- 協力：（火）・（水）大谷昭宏事務所
- 映像協力：フジテレビ
- スタッフ協力：東通企画、亀人、アバンテ、イングス、遊写
- 制作協力
  - 月曜日：メディアクエスト、Dクラッチ.
  - 火曜日：メディアクエスト、遊写
  - 水曜日：放送映画製作所、ZettonZ、Be-WiLD、クリエイティブ勇気
  - 木曜日：メディアクエスト、メディアプルポ
  - 金曜日：メディアクエスト
- ディレクター
  - 月曜日：川元敦雄、落合秀昭、西塚知子、金子瑞穂、薄井太介、山崎啓仁
  - 火曜日：梅田一路、山本真、西塚知子、木邑裕介、寺澤恵美
  - 水曜日：豊福陽子、近藤兵衛、田辺佳史、伊東文郎、空口一城、高原礼子、山崎啓仁
  - 木曜日：相馬芳匡、今村太増、安達頼子、高山浩児、樋口明日香、西塚知子、山崎啓仁
  - 金曜日：今村太増、田口誠一郎、日根祥年、山崎啓仁
- 総合構成：二宮一泰、佐久間貴司
- チーフディレクター：堀切八郎
- アシスタントプロデューサー：栄川歩美
- プロデューサー：谷口俊哉、萩原守

## テーマ曲
- エイス・ワンダー：「ステイ・ウィズ・ミー」

## ネット局
| 放送対象地域   | 放送局                   | 系列           | 放送日時              | 備考   |
| -------------- | ------------------------ | -------------- | --------------------- | ------ |
| 近畿広域圏     | 関西テレビ               | フジテレビ系列 | 月‐金曜日14:05 ‐15:30 | 制作局 |
| 岡山県・香川県 | 岡山放送                 | フジテレビ系列 | 月‐金曜日14:05 ‐15:30 |        |
| 広島県         | テレビ新広島             | フジテレビ系列 | 月‐金曜日14:05 ‐15:30 |        |
| 島根県・鳥取県 | 山陰中央テレビジョン放送 | フジテレビ系列 | 月‐金曜日14:05 ‐15:30 |        |
| 愛媛県         | テレビ愛媛               | フジテレビ系列 | 月‐金曜日14:05 ‐15:30 |        |
| 高知県         | 高知さんさんテレビ       | フジテレビ系列 | 月‐金曜日14:05 ‐15:30 |        |
| 長崎県         | テレビ長崎               | フジテレビ系列 | 月‐金曜日14:05 ‐15:30 |        |
| 熊本県         | テレビ熊本               | フジテレビ系列 | 月‐金曜日14:05 ‐15:30 |        |
| 宮崎県         | テレビ宮崎               | フジテレビ系列 | 月‐金曜日14:05 ‐15:30 |        |
| 鹿児島県       | 鹿児島テレビ放送         | フジテレビ系列 | 月‐金曜日14:05 ‐15:30 |        |

ネット局のうち、テレビ長崎・テレビ熊本・テレビ宮崎・鹿児島テレビ放送は2005年12月23日にテレビ西日本のスーパーニュース年末スペシャルを九州沖縄ブロックネットで放送したため、前日の12月22日で放送を終了した。